# Валя-Редоаєй
Валя-Редоаєй (рум. Valea Rădoaiei) — село у Флорештському районі Молдови. Входить до складу комуни, адміністративним центром якої є село Ніколаєвка.

## Населення
За даними перепису населення 2004 року у селі проживали 170 осіб.
Національний склад населення села:
| Національність       | Кількість осіб | Відсоток |
| -------------------- | -------------- | -------- |
| росіяни              | 132            | 77,6%    |
| молдавани            | 29             | 17,1%    |
| українці             | 8              | 4,7%     |
| інша / без відповіді | 1              | 0,6%     |
| Всього               | 170            | 100%     |